# Gregory Jarvis
Gregory Bruce Jarvis (Detroit, Míchigan, 24 de agosto de 1944-Cabo Cañaveral, 28 de enero de 1986) fue especialista de carga del transbordador espacial Challenger.
En 1962 se graduó de la Mohawk Central High School en Mohawk, Nueva York y más tarde, en 1967 recibió una licenciatura en ingeniería eléctrica de la Universidad Estatal de Nueva York en Buffalo. Dos años más tarde, en 1969, recibió un máster en ingeniería eléctrica de la Northeastern University, Boston, Massachusetts; el mismo año también completó un curso de administración en West Coast University en Los Ángeles, California.
Cuando estaba estudiando en la Northeastern University para lograr el máster, Jarvis trabajó en Raytheon, en Bredford, Massachusetts donde estuvo involucrado en el diseño de circuitos del misil SAM-D. En julio de 1969 entró a la Fuerza Aérea donde fue asignado a la División Espacial en El Segundo, California. En la Oficina del Programa de Comunicaciones Satelitales ocupó el puesto de Ingiero de Comunicaciones de Carga Útil, donde trabajó en satélites de comunicaciones tácticas de avanzada. Allí fue encargado de la formulación de concepto, selección de fuente y las primeras etapas del diseño de la carga de comunicaciones FLTSATCOM. En 1973 después de dejar la Fuerza Aérea con el rango de Capitán, Jarvis ingresó al grupo de Comunicaciones y Espacio de la Hughes Aircraft Company, donde trabajó como Ingeniero de Subsistema de Comunicaciones para el programa MARISAT.
En 1975 se convirtió en el director de Integración de las Naves de Prueba MARISAT F-3. Hacia 1976, el MARISAT fue ubicado en órbita geosincrónica. El mismo año, Jarvis se convirtió en un miembro del Laboratorio de Aplicaciones de Sistemas y trabajó en el concepto y la definición de las comunicaciones UHF y SHF de avanzada para fuerzas estratégicas. Al ingresar al Laboratorio de Programas Avanzados en 1978, Jarvis comenzó a trabajar en la formulación del concepto y subsiguiente propuesta para el Programa SYNCON IV/LEASAT. En 1979 se convirtió en el Ingeniero de Subsistemas de Energía/Térmica/Arnés del Programa LEASAT.
En 1981, Jarvis se convirtió en Ingeniero del Sistema de Bus Espacial y en 1982 en el director Asistente de Ingeniería del Sistema de Naves Espaciales. En 1983 cumplió con las funciones de Director de Integración y Prueba de las naves F-1, F-2 y F-3 y de la estructura de soporte, donde trabajó hasta el envío del F-1 y la estructura de soporte hasta Cabo Kennedy para ser integrados al Orbitador. Tanto el F-1 y la nave F-2 LEASAT han alcanzado exitosamente sus posiciones geosincrónicas. En esta etapa Jarvis trabajó en los diseños de satélites y en el Laboratorio de Sistemas de Aplicación. En julio de 1984 fue seleccionado por la NASA como candidato a especialista de carga del Transbordador Espacial.

## Experiencia en la NASA

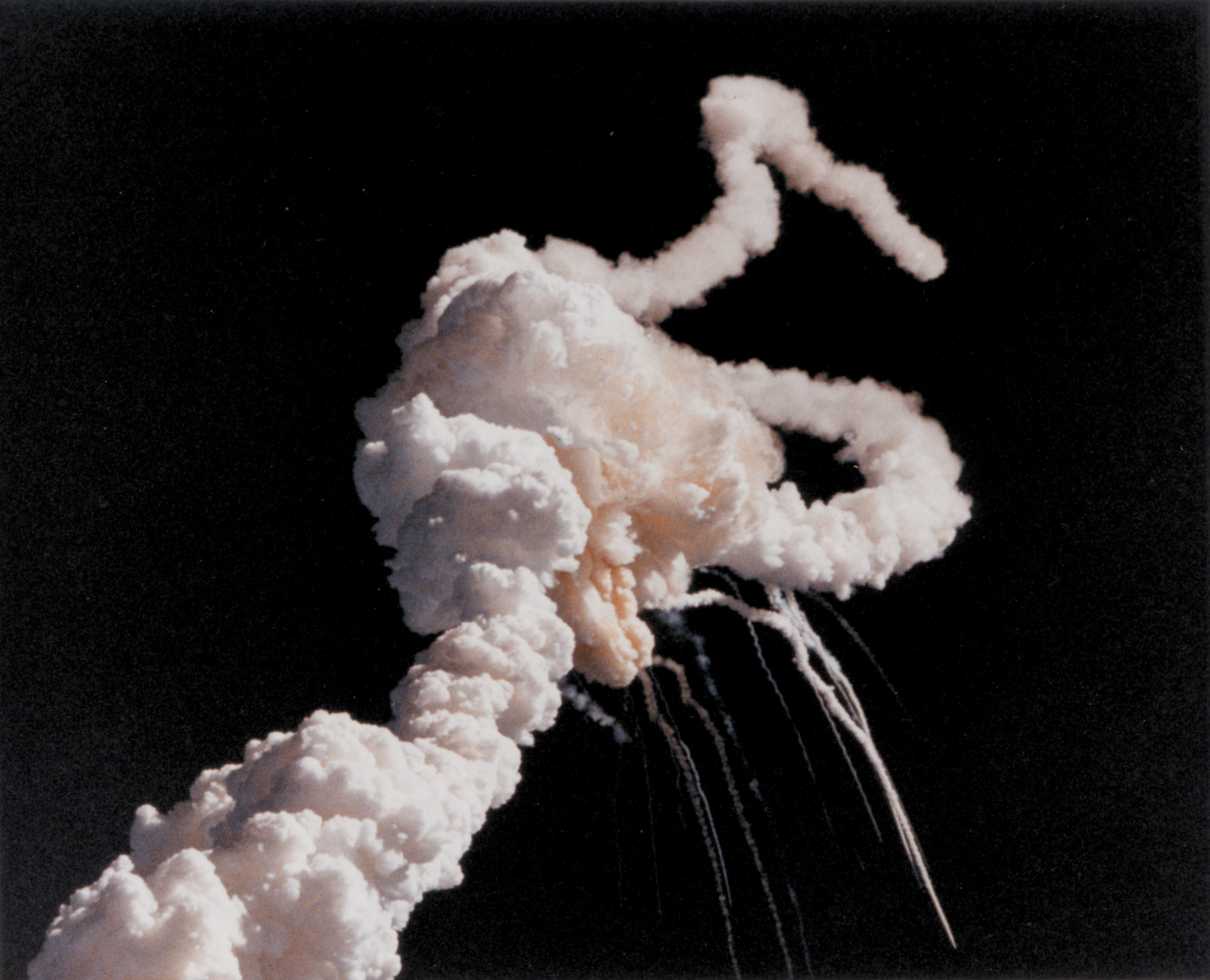
El Challenger se desintegra por los aires.

Jarvis fue asignado a la misión STS 51-L del transbordador espacial Challenger que despegó del Centro Espacial Kennedy, Florida a las 11:38:00 EST (16:38:00 UTC) el 28 de enero de 1986. La tripulación del Challenger estaba integrada de la siguiente manera: Comandante Francis Scobee, el piloto el comandante Michael Smith (Marina de los Estados Unidos) y los especialistas de misión: el Dr. Ronald McNair, el teniente coronel Ellison Onizuka, la Dra. Judith Resnik y la compañera especialista de carga civil Christa McAuliffe. Los 7 tripulantes fallecieron instantáneamente al impactar la cabina del Challenger en aguas del océano Atlántico, tras una larga caída de casi tres minutos. A los 73 segundos del lanzamiento del Challenger sobrevino una filtración de gases incandescentes provenientes de un anillo defectuoso del cohete de propulsión sólida derecho. Esto provocó una explosión que desintegró a la nave inmersa en una bola de fuego.
El módulo de la cabina sobrevivió intacto y se desprendió de la explosión para caer al mar durante 2 minutos y medio desde una altura de 15.240 metros.
Jarvis estaba casado con Marcia Jarvis.
La NASA había estimado las probabilidades de un accidente catastrófico durante el lanzamiento (el momento más peligroso del vuelo espacial) en una proporción de 1 a 438.
Este accidente, el más impactante del Programa del Transbordador Espacial, perjudicó seriamente la reputación de la NASA como agencia espacial y la propuesta de la participación de civiles, promulgada por Ronald Reagan y concretada con la maestra de primaria Christa McCauliffe echó por tierra todas las estructuras administrativas y de seguridad. La NASA suspendió temporalmente sus vuelos espaciales hasta 1988.

## Reconocimientos
- El cráter lunar Jarvis lleva este nombre en su memoria.
- El asteroide (3353) Jarvis también conmemora su nombre.

## Fuente
- https://web.archive.org/web/20121005025348/http://www.jsc.nasa.gov/Bios/htmlbios/jarvis.html

- Datos: Q382013
- Multimedia: Gregory Jarvis / Q382013